# درجة حرارة التوازن الكوكبي
تشير درجة حرارة التوازن الكوكبي إلى درجة حرارة نظرية يزعم وصول الكوكب إليها عند اعتباره مجرد جسم أسود لا يمده بالحرارة سوى النجم الأم. وفي هذا النموذج، لا يؤخذ غياب الغلاف الجوي (وبالتالي الاحتباس الحراري) أو وجوده بعين الاعتبار، وتتم معاملة درجة الحرارة النظرية للجسم الأسود كما لو أنها صدرت عن سطح مثالي من الكوكب.
يستخدم مؤلفون آخرون أسماء أخرى للإشارة إلى هذا المفهوم، مثل، درجة حرارة الجسم الأسود المتكافئة للكوكب، أو درجة حرارة الانبعاث الإشعاعي الفعالة للكوكب. وهناك مفاهيم مشابهة لذلك المفهوم، مثل، متوسط درجة الحرارة العالمية و التوازن الإشعاعي العالمي ومتوسط درجة حرارة الهواء السطحي العالمية، والتي تتضمن تأثيرات الاحترار العالمي.

## النموذج النظري
تأمل نجمًا كرويًا وكوكبًا كرويًا. يُعتبر النجم والكوكب أجسامًا سوداء مثالية. ويحتوي الكوكب على بياض، ويمتص جزءًا من الإشعاع فقط، بناءً على خواص سطحه. كما يُصدر النجم إشعاعًا متساوي البث وفقًا لقانون ستيفان-بولتزمان، حيث يسافر مسافة مساوية لـالمسافة المدارية للكوكب. ويمتص الكوكب الإشعاع الذي لا يعكسه بياض السطح وترتفع درجة حرارته. وبما أن الكوكب جسم أسود أيضًا يبعث إشعاعًا وفقًا لقانون ستيفان-بولتزمان، فسيطلق إشعاعًا ويهدر طاقة. ويحدث التوازن الحراري عندما تتساوى الطاقة التي يمدها النجم مع الطاقة التي يبعثها الكوكب. وتكون درجة الحرارة التي يحدث عندها هذا التوازن هي درجة حرارة التوازن الكوكبي وتساوي:
{\displaystyle {T}_{eq}={T}_{\bigodot }{\left(1-a\right)}^{1/4}{\sqrt {\frac {{R}_{\bigodot }}{2D}}}}
إن درجة حرارة التوازن ليست بمرتفعة ولا منخفضة، وإنما تعتمد في ذلك على درجة الحرارة الفعلية للكوكب. وبسبب الاحتباس الحراري، ستعاني الكواكب ذات الأغلفة الجوية من درجات حرارة أكثر ارتفاعًا من درجة حرارة التوازن. على سبيل المثال، تبلغ درجة حرارة كوكب الزهرة 260 كلفن، ولكن درجة حرارة سطحه 740 كلفن. ويتسم القمر بدرجة حرارة الجسم الأسود والتي تصل إلى 271 كلفن، ولكن يمكن أن تكون درجات الحرارة 373 كلفن في النهار و100 كلفن في الليل. وهذا يرجع إلى بطء دوران القمر نسبيًا بالمقارنة مع حجمه، لذا لا ترتفع درجة حرارة سطحه كاملاً بالتساوي. هذا بالإضافة إلى أن الأجسام المدارية تسخن من حرارة المد والجزر، والطاقة الحرارية الأرضية التي يتسبب فيها الانحلال الإشعاعي في مركز الكوكب، أو الحرارة التراكمية.

### الاشتقاق التفصيلي لدرجة حرارة التوازن الكوكبي
{\displaystyle {P}_{in}={P}_{out}} الطاقة التي يمتصها الكوكب من النجم مُساوية للطاقة المنبعثة من الكوكب.
{\displaystyle {P}_{in}={L}_{\bigodot }\left(1-a\right)\left({\frac {\pi {{R}_{p}}^{2}}{4\pi {D}^{2}}}\right)}  الطاقة المدخلة للكوكب مساوية لـضياء (مثلاً، الطاقة المنبعثة) النجم، مضروبة في النسبة التي يمتصها الكوكب (واحد ناقص البياض)، مضروبًا في مساحة الكوكب التي يضيئها النجم، مقسومًا على المساحة في الكوكب التي يقع عليها كل إشعاع النجم.
{\displaystyle P=\sigma A{T}^{4}} إن أي طاقة مُدخلة يتم إشعاعها على الجسم الأسود كحرارةً، وذلك وفقًا لقانون ستيفان-بولتزمان، حيث يكون P رمز الطاقة المدخلة وσ رمز ثابت ستيفان-يولتزمان وA رمز مساحة سطح الجسم الأسود وT رمز درجة حرارة التوازن.
{\displaystyle {L}_{\bigodot }=\left(\sigma {{T}_{\bigodot }}^{4}\right)\left(4\pi {{R}_{\bigodot }}^{2}\right)} ويتساوى ضياء النجم مع ثابت ستيفان-بولتزمان، مضروبًا في مساحة النجم، مضروبًا في الطاقة الرابعة لدرجة حرارة النجم.
{\displaystyle {P}_{out}=\left(\sigma {{T}_{eq}}^{4}\right)\left(4\pi {{R}_{p}}^{2}\right)} الطاقة المنبعثة من الكوكب
وبإعادة الترتيب، يمكن عرضها كالتالي: {\displaystyle {T}_{eq}={T}_{\bigodot }{\left(1-a\right)}^{1/4}{\sqrt {\frac {{R}_{\bigodot }}{2D}}}}
من الجيد ملاحظة أن درجة حرارة التوازن لا تعتمد على حجم الكوكب؛ حيث أن كلاً من الإشعاع الوارد والإشعاع الخارج يعتمد على مساحة الكوكب.

## حساب الكواكب الواقعة خارج المجموعة الشمسية
فيما يتعلق بالكواكب خارج المجموعة الشمسية، يمكن حساب درجة حرارة النجم من خلال لون النجم باستخدام قانون بلانك. ويمكن الاستفادة من درجة حرارة النجم المحسوبة مع تصنيف هرتزشبرونج-راسل في تحديد النصوع المطلق للنجم، والذي يمكن استخدامه فيما بعد مع بيانات رصد لتحديد المسافة إلى النجم وأخيرًا حجم النجم. وتستخدم المحاكاة المدارية لتحديد البارامترات المدارية (بما فيه المسافة المدارية) التي تنتج عنها الملاحظات التي يشاهدها علماء الفلك. ويستعين علماء الفلك ببياض مفترض،  وهكذا، يمكنهم تقدير درجة حرارة التوازن.